# Теллурид неодима
Теллурид неодима — неорганическое соединение
неодима и теллура
с формулой NdTe,
серые кристаллы.

## Получение
- Сплавление стехиометрических количеств чистых веществ:

{\displaystyle {\mathsf {Nd+Te\ {\xrightarrow {2000^{o}C}}\ NdTe}}}

## Физические свойства
Теллурид неодима образует серые кристаллы
кубической сингонии,
пространственная группа F m3m,
параметры ячейки a = 0,6262 нм.